# حركة المقاومة الليبية
تشير جملة حركة المقاومة الليبية إلى حركة المقاومة ضد الاستعمار الإيطالي لليبيا ، وأول من أطلق حركة المقاومة هو الشيخ عمر المختار ضد الوجود العسكري الإيطالي في الأراضي الليبية وضد الحكومة الليبية المؤقتة التي شكلتها الإمبراطورية الإيطالية، حاربت المقاومة الليبية ضد الجيش الإيطالي منذ بداية الحرب العثمانية الإيطالية وبعد أن تكبد العثمانيون خسائر فادحة سلمت ليبيا للجيش الإيطالي، ومنذ استمرار الحرب العالمية الثانية وبعد محاولة فاشلة للجيش الإيطالي بالتقدم إلى الأراضي المصرية، أيدت بريطانيا حركة المقاومة الليبية لطرد إيطاليا الحليفة لألمانيا النازية عام 1942م، وأستمر الوجود العسكري البريطاني الفرنسي منذ نهاية الحرب العالمية الثانية إلى عقد الخمسينات من القرن العشرين حينما سلمت الأراضي الليبية للمملكة الليبية.